# Andrzej Fryczkowski
Andrzej Witold Fryczkowski (ur. 10 października 1939 w Mstyczowie, zm. 11 sierpnia 2015) – polski okulista, doktor habilitowany medycyny, podpułkownik. Profesor okulistyki Ohio State University (1987-1996), docent Wojskowego Instytutu Medycyny Lotniczej (1997-1999) oraz profesor na Wydziale Nauk o Zdrowiu Uniwersytetu Jana Kochanowskiego w Kielcach (od 2002).

## Życiorys
Syn Jana i Anny z domu Kugler. Dyplom lekarski zdobył na Wydziale Lekarskim łódzkiej Wojskowej Akademii Medycznej (WAM) w 1962, gdzie następnie został zatrudniony jako asystent, zdobył specjalizację z okulistyki i doktoryzował się w 1971 na podstawie pracy pt. Unaczynienie tętnicze odcinka wewnątrzgałkowego i wewnątrzoczodołowego nerwu wzrokowego człowieka. Z łódzkiej WAM został przeniesiony do Kliniki Okulistycznej Centrum Kształcenia Podyplomowego MON w Warszawie, a następnie do Wojskowego Instytutu Higieny i Epidemiologii (1973-1976). Na zaproszenie prof. Julesa Francois wyjechał na stypendium do belgijskiej Gandawy (1975-1976).
Po powrocie z Belgii odszedł z zawodowej służby wojskowej ze względu na stan zdrowia i w 1981 wyjechał do USA na 3-letnie stypendium w Klinice Okulistycznej Uniwersytetu w Karolinie Północnej w Chapel Hill (1981-1984). W Stanach Zjednoczonych spędził łącznie 16 lat. Pracował tam jako okulista w University of Arizona (1984-1987) oraz jako profesor okulistyki w Ohio State University w Columbus (1987-1996). Jako jedyny polski okulista otrzymał w 1995 nagrodę honorową Amerykańskiej Akademii Okulistyki "za znaczący wkład do okulistyki światowej".
Habilitował się w 1995 roku na Akademii Medycznej w Bydgoszczy na podstawie oceny dorobku i rozprawy Badania budowy układu naczyniowego naczyniówki oka ludzkiego. W latach 1997–1999 pracował jako docent Wojskowego Instytutu Medycyny Lotniczej. 1 października 2002 otrzymał nominację na stanowisko profesora nadzwyczajnego Akademii Świętokrzyskiej im. Jana Kochanowskiego w Kielcach, gdzie został kierownikiem Zakładu Anatomii Prawidłowej, Funkcjonalnej i Rentgenowskiej.
W pracy badawczej i klinicznej zajmował się takimi zagadnieniami jak: anatomia i patologia naczyniówki, mikrokrążenie oka i oczodołu oraz cukrzycowe zmiany patologiczne w oku. W praktyce chirurgicznej wdrażał nowe techniki w przeszczepianiu rogówki, leczeniu jaskry oraz w chirurgii refrakcyjnej i laseroterapii. Był pionierem w hodowli komórek śródbłonka naczyniówki i przeszczepach tych komórek do naczyniówki.
Był członkiem wielu towarzystw, w tym m.in. Polskiego Towarzystwa Okulistycznego, Association for Research in Vision and Ophthalmology, American Medical Association, Research to Prevent Blindness oraz Amerykańskiej Akademii Okulistyki. Swoje prace publikował w czasopismach krajowych i zagranicznych, m.in. w "Klinice Ocznej", "International Ophthalmology" oraz "Cornea".
Odznaczony m.in. Złotym Krzyżem Zasługi (2006). Zmarł 11 sierpnia 2015 roku w wieku 75 lat. Pochowany został na cmentarzu ewangelicko-reformowanym w Warszawie (kwatera 17-1-5).
Był żonaty z Hanną, z którą miał dwóch synów: Krzysztofa i Piotra.